# Lo imperdonable (telenovela de 1975)
Lo imperdonable es una telenovela mexicana dirigida por Alfredo Saldaña, producida por Ernesto Alonso para la cadena Televisa entre 1975 y 1976. Basada en una historia original de la novelista Caridad Bravo Adams con adaptación de Fernanda Villeli. Fue protagonizada por la actriz española Amparo Rivelles, Armando Silvestre y Rogelio Guerra, y antagonizada por Raquel Olmedo y Marilú Elizaga.

## Argumento
La protagonista de Lo imperdonable es Alejandra Fonseca, un ama de casa que vive en el pueblo de San Cristóbal con su familia. Esta se compone de su esposo, el abogado Mauricio Fonseca; los hijos de ambos, Eduardo y Gloria; su estricta suegra, doña Sofía; su cuñada, Sara, y Rosalía, el ama de llaves de la familia. 
La vida de Alejandra es gris y triste, ya que se siente presionada y reprimida por su familia, que no le dedica ninguna muestra de afecto; Mauricio la trata con frialdad y doña Sofía la detesta. 
Un día, Alejandra descubre casualmente que Sara va a fugarse con su amante, Arturo Rey. Para salvar la honra de su cuñada, Alejandra acude a la estación de trenes donde ambos se han citado, pero Sara llega tarde a la cita y el tren acaba partiendo con Alejandra a bordo para convencer a Arturo que deje en paz a su cuñada. Sin embargo, el tren sufre un accidente durante el trayecto; Arturo muere y Alejandra sobrevive, pero pierde totalmente la memoria. 
Al enterarse de la tragedia, toda la familia la da por muerta y creen que era ella quien se fugaba con su amante (Sara decide callar y ocultar la verdad por cobardía). Posteriormente, Mauricio se vuelve a casar con la malvada Bertha Duval, una antigua amiga de la familia que siempre estuvo enamorada de él. 
Mientras tanto, Alejandra vaga sin rumbo fijo, pero es rescatada por el bondadoso Dr. Reyna; éste, al comprobar que Alejandra ni siquiera recuerda su nombre, la rebautiza como Andrea Reyna. Alejandra (ahora Andrea) conoce después a Álvaro, un empresario teatral que se enamora de ella. Los dos se van a Buenos Aires, donde ella triunfa como actriz.
Quince años después, Alejandra regresa a la Ciudad de México convertida en una actriz de éxito y acompañada de su amiga y asistente Susy. Andrea está a punto de casarse con Álvaro, de quien también se ha enamorado, cuando de pronto recupera la memoria y recuerda su nombre y el de su familia, a los que decide buscar. Álvaro se siente desilusionado, pero aun así intenta volver a ganarse a Alejandra, la única mujer que ha amado.
Alejandra se reencuentra con sus hijos, que ya son adultos, y poco a poco va recordando su pasado. Eduardo es abogado como su padre y novio de la modelo Sonia; Gloria, por su parte, es novia de Ernesto, ahijado del mafioso Víctor Angelini. Alejandra tendrá que luchar duramente para recuperar los años perdidos y para que su futuro sea feliz.

## Elenco
- Amparo Rivelles - Alejandra Posada De Fonseca / Andrea Reyna
- Armando Silvestre - Mauricio Fonseca Álvarez del Castillo
- Rogelio Guerra - Álvaro
- Raquel Olmedo - Bertha Duval
- Enrique Álvarez Félix - Eduardo Fonseca Posada
- Susana Dosamantes - Gloría Fonseca Posada
- Marilú Elizaga - Doña Sofía Álvarez del Castillo Vda De Fonseca
- Norma Lazareno - Sara Fonseca Álvarez del Castillo
- Alfredo Leal - Arturo Rey
- Sergio Jiménez - Mateo Gallón
- Miguel Manzano - Dr. Reyna
- Héctor Bonilla - Ernesto
- Sasha Montenegro - Sonia
- Emilia Carranza - Rosalía Erica Salas
- Gloria Mayo - Nelly Farca
- Pilar Pellicer - Adriana
- Susana Cabrera - Susy
- Milton Rodríguez - Víctor Angellini
- Sergio Barrios - Lic. Cano
- Atilio Marinelli - Alberto
- Carlos Flores - Héctor
- Alicia Palacios - María
- Lucy Tovar - Lucía
- Alfonso Meza - Dr. Ricardo Luna
- Alberto Inzúa - Dr. Estrada
- Edith González - Gloria (niña)
- Juan José Martínez Casado - Eduardo (niño)
- Patricia de Morelos - Madame Collins
- Silvia Manríquez
- Luis Uribe

## Versiones
- En 2000 el productor Juan Osorio llevó nuevamente a la pantalla esta historia, titulada Siempre te amaré para Televisa y protagonizada por Laura Flores, Fernando Carrillo y Arturo Peniche y antagonizada por Alejandra Ávalos.
- Lo imperdonable (2015), telenovela mexicana, dirigida por Mónica Miguel y producida por Salvador Mejía para Televisa, con Claudia Ramírez, Marcelo Buquet y Guillermo García Cantú. Fusión con La mentira y Tzintzuntzán, la noche de los muertos, todas ellas originales de Caridad Bravo Adams.
- Lo imperdonable. Versión argentina 1981 realizada en canal 7 (actual TV pública), en aquel momento ATC: Argentina Televisora Color. Protagonizada por Bettiana Blum, Aldo Barbero, Constanza Maral.